# Herbessos

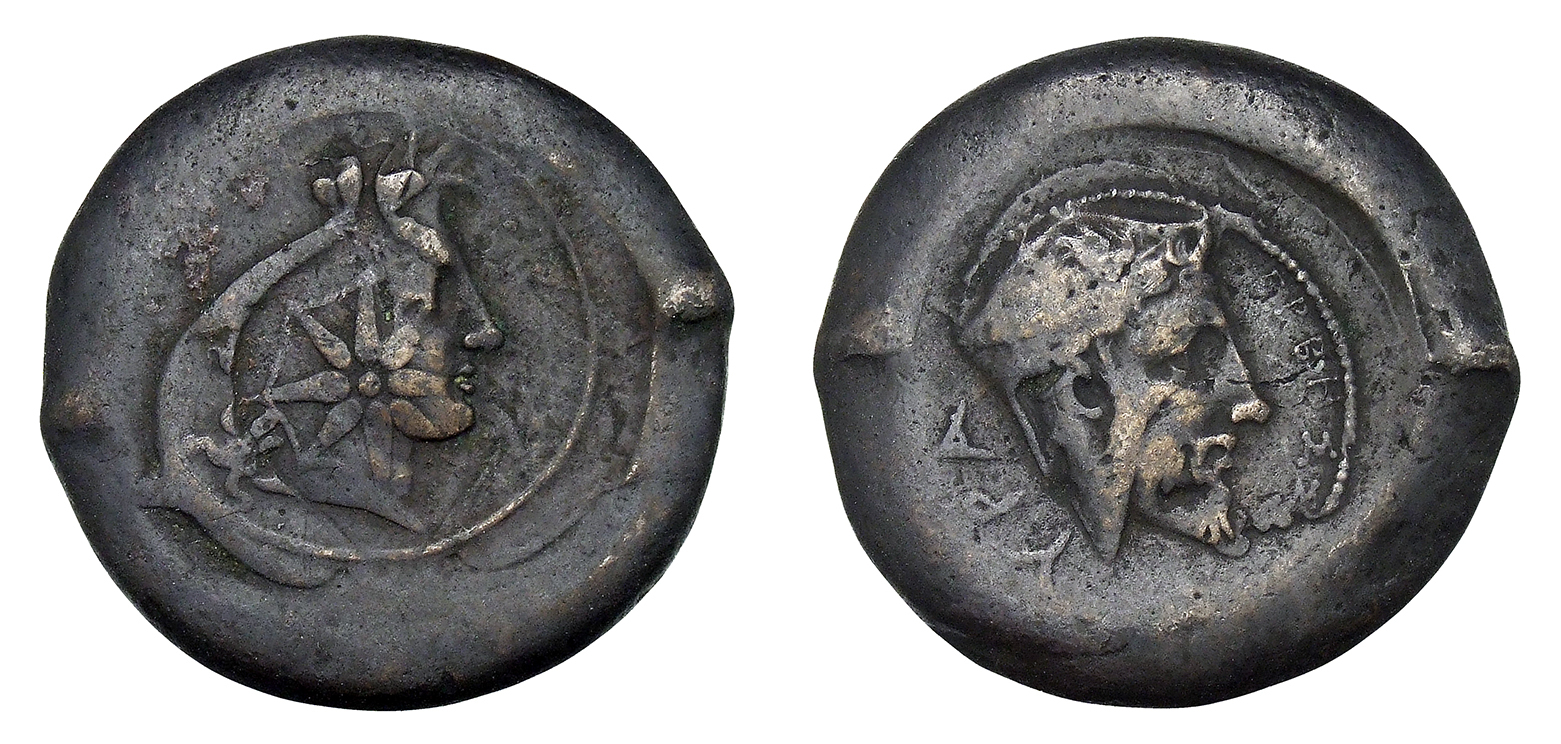
Moneta Herbessos z lat 357-335 p.n.e.

Herbessos, Herbesos (gr. Ἑρβησσός Herbēssós, łac. Herbēssus) – nazwa dwóch starożytnych miast na Sycylii.
Jedno było położone na północny wschód od Akragas, jego dokładna lokalizacja nie jest znana. Wspominał o nim Polibiusz opisując przebieg I wojny punickiej w 262 roku p.n.e. Rzymianie urządzili w Herbessos bazę zaopatrzeniową dla armii prowadzącej oblężenie niedalekiego Akragas. Zgromadzili tam zboże i bydło dostarczone przez sojuszników. Po upływie kilku miesięcy kartagińska odsiecz, która przybyła z Heraklei Minoa, zdobyła Herbessos dzięki zdradzie, według przekazu Diodora, który uznaje się w tym miejscu za dość przekonujący. Rzymianie prawdopodobnie odzyskali miasto w 258 roku p.n.e.

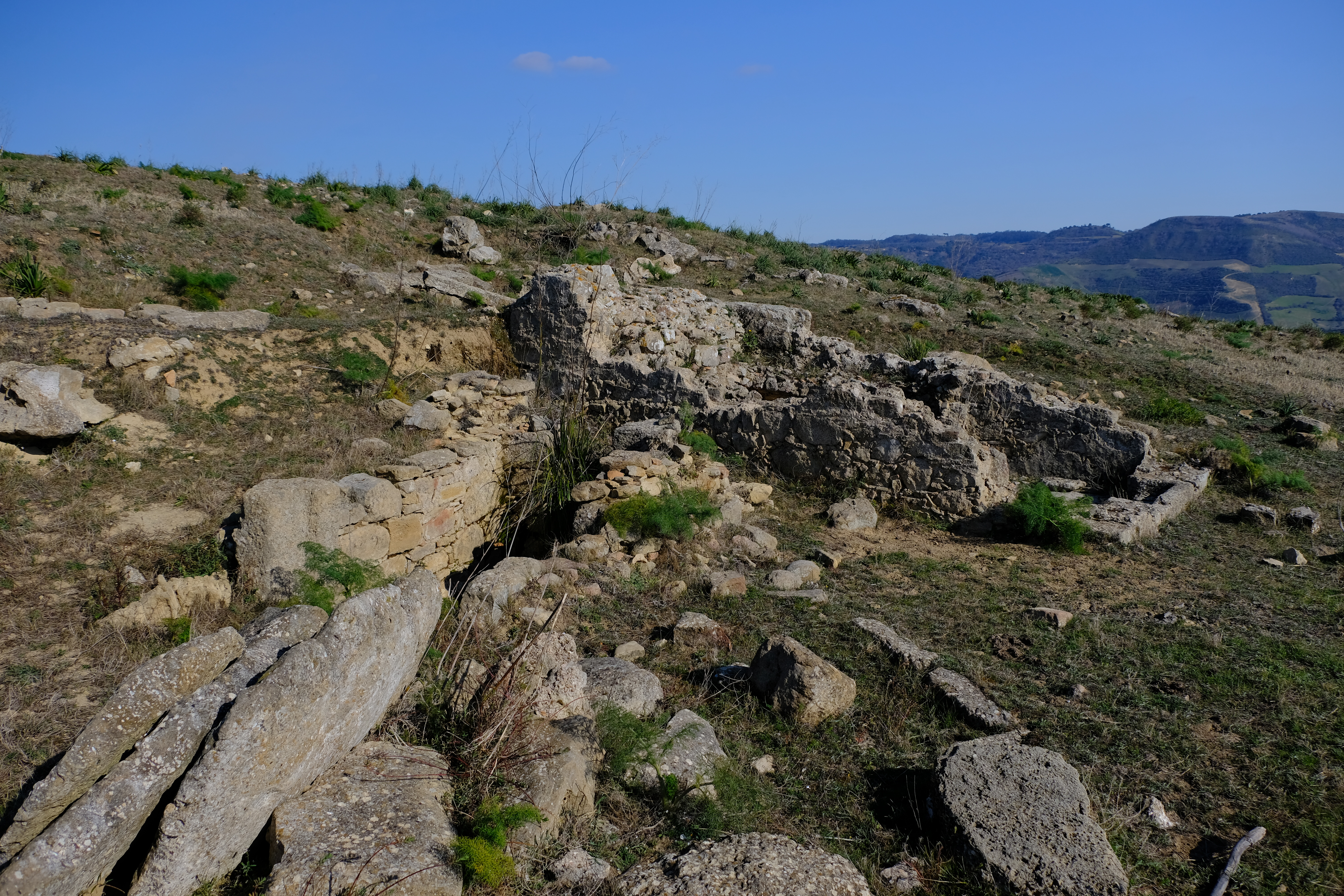
Ruiny zabudowań miasta na Montagna di Marzo (2019)

Drugie Herbessos leżało we wschodniej części Sycylii, w pobliżu Syrakuz. Było miastem Sykulów. Mowa o nim w przekazach dotyczących podbojów Dionizjusza I, który zaatakował Herbessos po zakończeniu konfliktu z Kartaginą. Syrakuzański tyran Agatokles osadził tam garnizon, który w 309 p.n.e. został usunięty przez siłę zbrojną wysłaną z Akragas. W 214 p.n.e. schronienie znaleźli tam uciekinierzy z Syrakuz, kartagińscy stronnicy – Hippokrates i Epikides. Miasto wkrótce zostało zaatakowane przez Rzymian; Liwiusz wymienia je wśród zdobyczy Marcellusa w II wojnie punickiej. Przez Pliniusza zaliczane później było do kategorii civitates latinae condicionis (municypium na warunkowym prawie latyńskim).
Znane są monety emitowane w Herbessos w IV wieku p.n.e.
Nowsze badania lokalizują jego pozostałości na płaskowyżu Montagna di Marzo w pobliżu Piazza Armerina.